# Djurslands Jernbanemuseum
Djurslands Jernbanemuseum er et dansk jernbanemuseum, beliggende i den tre-sporede remise ved Ryomgård Station i Ryomgård på Djursland.
Det blev etableret i 1981, på initiativ af 'Ryomgård Borgerforening' og 'Foreningen til bevarelse og udbygning af Djurslands Jernbaner' sammen med tidligere trafikkontrollør W.M. Rosenvinge fra Grenå.
W.M. Rosenvinges hjemmebyggede modelbane var udstillet på museet. Under den tyske besættelse mødtes modtandsfolk, blandt andre nedkastningschef Jens Toldstrup, om netop denne modelbane for at planlægge sabotage.
Museets placering blev valgt ved jernbaneknudepunktet Ryomgård Station, et naturligt sted for et sådan museum, stationen betjente jernbanerne mod Randers 1876-1971, Grenaa 1876-nu, Aarhus 1877-nu og Ryomgård-Gjerrild-Grenaa 1911-1956.. Fra 2019 vil Aarhus Letbane betjene Ryomgård.
Museet blev i 2006 overtaget af Dansk Jernbane-Klub, som derfor nu drives på forenings basis udelukkende af frivillige. Der er kun åbent for publikum om sommeren (undtaget grupper), men der arbejdes på museet året rundt.